# Hampton Roads
Hampton Roads è una regione costituita da grandi estensioni di acque e terre ubicata nel sud-est della Virginia. Essa è nota per essere un porto operativo in ogni stagione dell'anno e le cui acque non sono mai ghiacciate. In esso operano diversi organismi militari e civili degli Stati Uniti come United States Navy, Coast Guard, Air Force, NASA, U.S. Marines, United States Army, cantieri navali, moli di carico, centinaia di chilometri di coste protette e per l'attività balneare, operosità che contribuiscono alla stabilità dell'economia della regione. La Naval Station Norfolk è la base delle unità navali che operano nell'Atlantico, nel Mediterraneo e nell'Oceano Indiano.
L'area marina nota come Hampton Roads (informalmente detta in loco "il porto") è uno dei più grandi porti naturali esistenti al mondo, ed incorpora gli estuari dei fiumi Elizabeth e James oltre a numerosi altri corsi d'acqua più modesti, che sboccano nell'ampia Baia di Chesapeake che a sua volta sfocia nell'Oceano Atlantico.
L'area terrestre comprende dozzine di città, contee e agglomerati abitati della Virginia Peninsula.
L'area è punteggiata da quattro secoli di storia americana, e centinaia di siti storici ed attrazioni presenti nell'area, attraggono turisti da tutto il mondo. Il porto è stata la chiave della crescita economica della zona, sia in mare che in terra. Stranamente, il porto e le sue vie d'acqua tributarie, sono stati contemporaneamente veicoli di sviluppo e di ostacolo al commercio ed ai viaggi. Creare e mantenere adeguate infrastrutture è stata la maggiore sfida negli anni.

## Storia

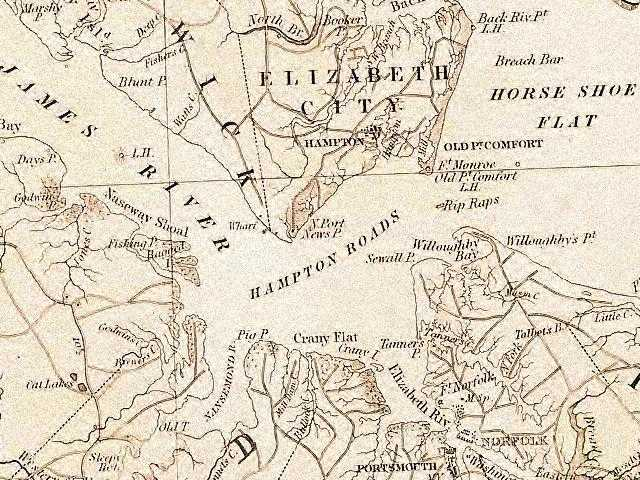
L'area portuale di Hampton Roads, da una mappa ufficiale del periodo pre guerra di secessione, circa 1858. Dalla Library of Virginia.

I primi coloni giunsero nel 1607 quando tre navi inglesi, al comando del Capitano Christopher Newport, gettarono le ancore nell'aprile del 1607 a Cape Henry lungo la costa atlantica nei pressi dell'odierna Virginia Beach, evento oggi noto come "First Landing." Nonostante operassero agli ordini della Virginia Company of London, gli equipaggi e coloni cercarono un'area più protetta risalendo il corso dei fiumi. La loro preoccupazione maggiore era rivolta agli altri competitori europei come gli spagnoli che per primi avevano scoperto la Baia di Chesapeake ed i fiumi della Virginia, e già dal 1570 avevano dato inizio ad un piccolo insediamento nella penisola di Virginia, noto come Missione di Ajacan, non andato a buon fine.
Nei 18 giorni che impiegarono nell'esplorazione dell'area, essi videro sicuramente l'enorme porto naturale di Hampton Roads, e molti componenti devono aver apprezzato il luogo. Comunque, dopo aver esplorato il James River, si insediarono sulla Jamestown Island, dove crearono il primo insediamento inglese, ancora esistente in terra americana, il 14 maggio 1607.
Nonostante i vantaggi difensivi di quell'ubicazione contro gli attacchi spagnoli, il luogo basso e paludoso a Jamestown riservò risorse molto modeste e insufficienti al numero dei coloni. Più di cinque anni di esistenza difficile e percentuali di mortalità molto elevate, nel periodo 1609-10, portarono alla morte dell'80% dei 500 coloni giunti nel luogo tre anni prima. I miglioramenti avvennero con l'arrivo del nuovo governatore Lord Delaware e di un nuovo colono di nome John Rolfe.
Per secoli, il porto ed i fiumi di Hampton Roads sono stati luoghi ideali sia per il commercio che per i grandi armatori. Alcuni arrivarono alla fine del XVIII secolo, come la Norfolk Naval Shipyard in quella che è oggi Portsmouth.
Il porto fu anche un punto militare determinante per il controllo della regione. Sin dal 1610, i primi coloni, crearono delle fortificazioni a Old Point Comfort, contro potenziali attacchi degli spagnoli.
Importanti azioni belliche durante la guerra d'indipendenza americana coinvolsero Norfolk e Craney Island (alla foce dell'Elizabeth River a Portsmouth). Fu a Norfolk che l'ultimo governatore inglese della Colonia della Virginia, Lord Dunmore, partì per l'Inghilterra.
Sotto il nuovo governo degli Stati Uniti, intorno agli anni 1830, l'ingresso della Baia di Chesapeake venne difeso da Fort Monroe, costruito dall'esercito statunitense a partire dal 1819 sul sito dell'Old Point Comfort, e da Fort Wool, costruito come Fort Calhoun nel 1829, su una piccola isola artificiale chiamata Rip Raps ubicata al centro del canale.

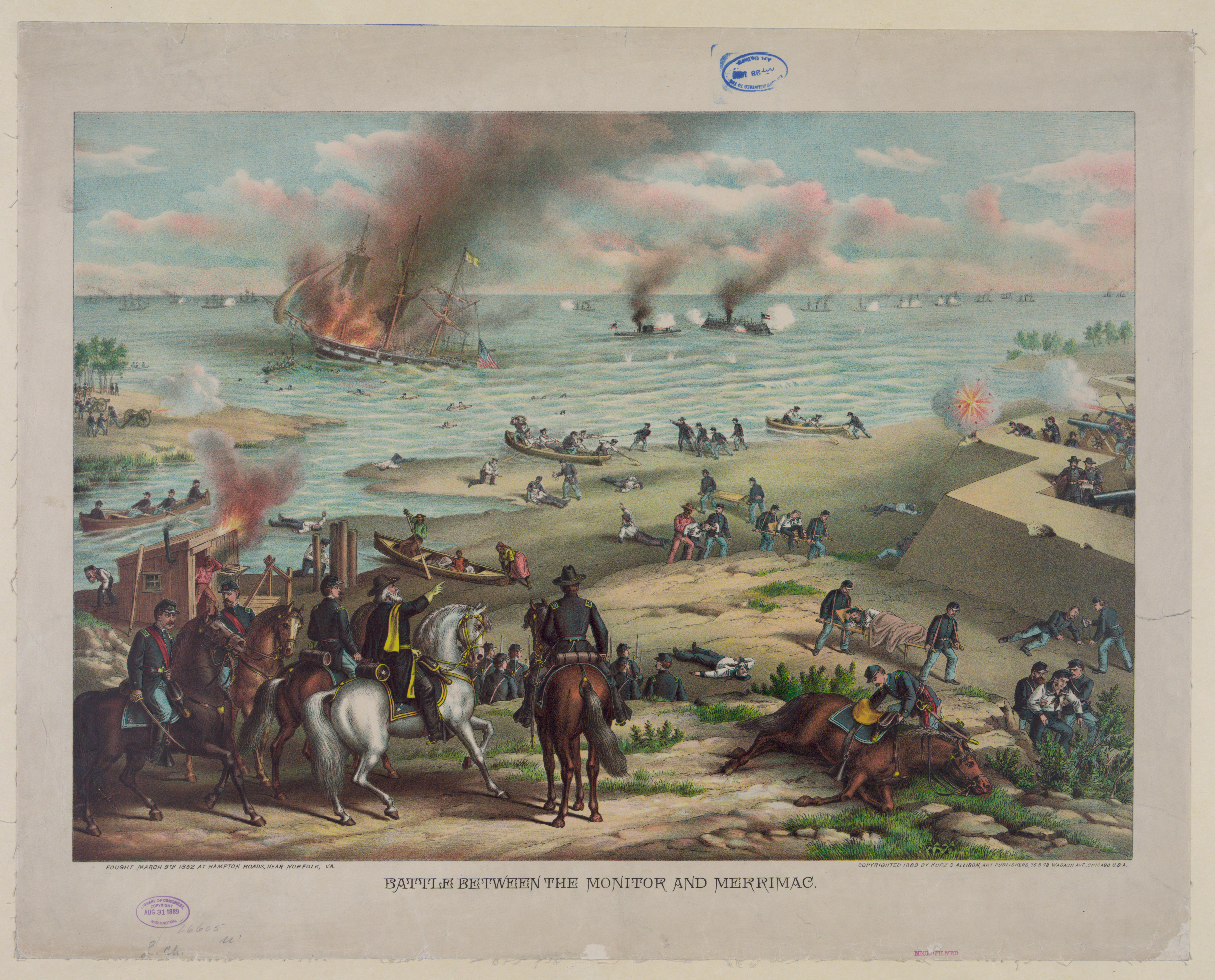
Battaglia di Hampton Roads

Durante la guerra di secessione (1861-1865), la famosa Battaglia di Hampton Roads ebbe luogo a Sewell's Point tra l'8 ed il 9 marzo 1862. Essa non fu decisiva, ma nel 1862, le forze dell'Unione presero il controllo di Hampton Roads, Norfolk, e del basso James River. Comunque, i loro sforzi di conquistare Richmond, la capitale dei Confederati, attraverso il James River, con le loro superiori forze navali, vennero contrastati con successo dalle potenti batterie disposte lungo il fiume.
All'inizio del 1861, alcuni degli ex schiavi trovarono rifugio in quello che veniva chiamato il Grand Contraband Camp, vicino a Fort Monroe, che rimase nelle mani dell'Unione per tutta la durata della guerra. Lì, il comandante unionista generale Benjamin F. Butler, un avvocato, li imputò di contrabbando. Su quella base legale, le forze dell'Unione rifiutarono di restituirli ai loro padroni, come era nella consuetudine in molti stati liberi, prima che la Virginia secedesse e si dichiarasse potenza straniera. Presto la voce si sparse e molti schiavi furono ansiosi di divenire "contrabbandieri".

### Williamsburg coloniale
Nei primi anni del XX secolo, il reverendo W.A.R. Goodwin intraprese una delle maggiori operazioni di restauro che siano mai state realizzate negli Stati Uniti. Inizialmente era intenzionato a restaurare la sua Bruton Parish Church. Realizzò questo proposito nel 1907, in tempo per il 300º anniversario della fondazione della Chiesa episcopale degli Stati Uniti d'America in Virginia. Tornato a Williamsburg nel 1923, dopo essere stato per diversi anni a New York, pensò che molti altri edifici coloniali avrebbero potuto essere restaurati.
Goodwin sognò un progetto molto più ambizioso del restauro della sua chiesa. Andò alla ricerca di fondi che riuscì a trovare, presso aziende multinazionali come la Standard Oil e filantropi come John Davison Rockefeller jr e sua moglie Abby Aldrich Rockefeller. Con il ricavato costituì la Colonial Williamsburg, che si diede lo scopo di restaurare il centro coloniale della città e di realizzare un'esposizione storica celebrativa dei patrioti e della storia dei primi coloni americani.
Nel XXI secolo, Colonial Williamsburg ha continuato a migliorare le sue attrazioni. Vi sono oggi sempre nuove attrazioni per polarizzare l'attenzione dei bambini moderni ed offrire migliori documentazioni e testimonianze sulla vita dei primi afro-americani in città. Un secolo dopo il reverendo Goodwin, questo capolavoro è ancora in via di continua evoluzione.

G-7 del 1983 nel Campidoglio di Williamsburg.

Oggi, Colonial Williamsburg è la maggiore attrazione turistica della Virginia ed è un angolo del triangolo storico con Jamestown e Yorktown unite dal Colonial Parkway.
Il 5 febbraio 2009, il presidente Barack Obama fece qui il suo primo viaggio a bordo dell'Air Force One per un incontro del Partito Democratico, pronunciando un discorso.